# Enrico Riziero Galvaligi
Enrico Riziero Galvaligi (Solbiate Arno, 11 ottobre 1920 – Roma, 31 dicembre 1980) è stato un generale italiano dei Carabinieri, ucciso dalle Brigate Rosse durante gli anni di piombo.

## Biografia

### Origini e formazione
Nacque a Solbiate Arno da una famiglia di origini modeste. Suo padre, Paolo, era un operaio. Dopo essersi diplomato all'Istituto Magistrale di Varese, Enrico decise di intraprendere la carriera militare nel 1939.

### La partecipazione alla seconda guerra mondiale e la resistenza
Durante la seconda guerra mondiale partecipò alla campagna italiana di Grecia, dove in maniera eroica salvò la vita ad un comandante dei Carabinieri. Nel 1942, all'età di 22 anni, entrò a far parte dell'Arma dei Carabinieri. Nell'aprile 1943, in servizio a Gorizia, ebbe uno scontro a fuoco con alcuni ribelli, per il quale ebbe nel 1947 la medaglia d'argento al valor militare. Dopo l'8 settembre 1943, decise di non aderire alla Repubblica Sociale e fu quindi arrestato dai tedeschi e trasferito nel carcere di Trieste.
Riuscì a fuggire dalla prigione pochi giorni prima della deportazione in Germania, ritornando quindi nella zona delle Prealpi Varesine, dove iniziò ad operare nella Resistenza come partigiano.
Stabilitosi a Brinzio, Riziero conobbe Federica Bergami, una donna di origini bolognesi, sfollata dall'Emilia con i suoi familiari, che sposò nel dopoguerra. Da lei avrà un figlio, Paolo, anch'egli divenuto in seguito ufficiale dei Carabinieri.

### Gli incarichi nell'Arma dei Carabinieri
Alla fine della guerra Galvaligi fu insignito di numerose decorazioni per il valore dimostrato.
Nel 1949 egli conobbe a Roma Carlo Alberto dalla Chiesa, del quale diventò buon amico. Durante gli anni cinquanta, sessanta e settanta Galvaligi fu dislocato ad operare a Roma, dal 1969 al gruppo di Palermo con dalla Chiesa, dal 1973 alla legione di Torino ancora con dalla Chiesa, poi di nuovo a Roma, e ricevendo continue promozioni di grado: capitano, maggiore, tenente colonnello, colonnello e infine nel 1975 generale di brigata.
Dalla Chiesa lo volle al suo fianco, nominandolo nel 1977 vicecomandante del Coordinamento dei Servizi di sicurezza per gli istituti di prevenzione e pena, incarico mantenuto poi alle dipendenze del generale Renato Risi, che aveva sostituito Dalla Chiesa nel 1978 nel comando. La sua mansione consisteva infatti nel coordinare la sorveglianza delle carceri di massima sicurezza dove erano detenuti i più pericolosi terroristi d'Italia, tra cui i penitenziari di Trani, Fossombrone, l'Asinara, Nuoro e Cuneo.
Nel dicembre del 1980 Galvaligi si occupò di dirigere da Roma un'operazione delicata: a seguito di una rivolta scoppiata nel carcere di Trani per mano di alcuni esponenti dell'eversione armata, egli ordinò al GIS dei Carabinieri di stroncare la sommossa con un blitz, che peraltro si concluse senza spargimento di sangue.

### L'agguato e la morte
L'assassinio seguì di pochi giorni la rivolta carceraria, nel pieno del rapimento D'Urso; vi fu finanche chi ipotizzò che si trattasse di un'immediata ritorsione per i fatti di Trani, ma è più probabile che le Brigate Rosse stessero da tempo progettando l'azione. Fu d’aiuto ai piani brigatisti la decisione di Galvaligi di rifiutare la scorta, sollecitata da più parti.
L'agguato venne studiato nei minimi particolari con l’intento di non lasciare al generale alcun margine di reazione: verso l’ora di pranzo del 31 dicembre 1980, due persone si presentarono al portiere del palazzo dove Galvaligi abitava con la moglie, in via Girolamo Segato 13 a Roma. Si trattava di Pietro Vanzi e Remo Pancelli, che si qualificarono come fattorini incaricati di consegnare una strenna natalizia (un cesto di prodotti enogastronomici): per diverse ore si intrattennero a parlare in portineria, non destando alcun sospetto.
Verso le 19:00 Galvaligi ritornò a casa e, alla vista dei due giovani che gli venivano incontro con la strenna, fece per dare loro duemila lire di mancia. In quell’esatto momento i brigatisti estrassero le armi e fecero fuoco: quattro proiettili centrarono al petto e alla schiena Galvaligi, che cadde a terra davanti al portiere, atterrito. La moglie urlò per chiedere aiuto e tentò di frapporsi tra i killer e il marito: fu a sua volta raggiunta da un proiettile che la colpì di striscio al tallone; disperata, rimase lungamente distesa sul cadavere, anche dopo l’arrivo dei soccorritori, che riuscirono a portarla via dal luogo del delitto solo due ore dopo.
Il foro di uno dei proiettili sul vetro del portone del palazzo è stato preservato, come una sorta di memoriale.

## I mandanti e gli esecutori
Il comunicato di rivendicazione inviato successivamente ai giornali collegava l'assassinio al sequestro del giudice D'Urso, che venne finanche sospettato di aver indicato ai brigatisti il nome di Galvaligi quale mandante del blitz di Trani Le ultime due brigatiste esecutrici materiali del delitto, Roberta Cappelli e Marina Petrella, sono state tra gli arrestati nell'aprile 2021 in Francia , ma non ancora estradate.

## I funerali

La bara di Enrico Riziero Galvaligi viene scortata al cimitero dopo le esequie. Brinzio, 3 gennaio 1981

Le esequie furono dapprima celebrate in forma pubblica il 2 gennaio 1981 presso la basilica dei Santi XII Apostoli di Roma, officiante l'ordinario militare d'Italia Mario Schierano, alla presenza delle massime autorità politiche e militari dello Stato (tra gli altri il presidente della Repubblica Sandro Pertini, i presidenti delle camere Nilde Jotti e Amintore Fanfani, il presidente del consiglio dei ministri Arnaldo Forlani e il capo di stato maggiore della difesa Giovanni Torrisi).
Il rito privato si tenne invece l'indomani alla chiesa dei Santi Pietro e Paolo di Brinzio, officiante il vescovo di Como Teresio Ferraroni e alla presenza dello stesso generale Dalla Chiesa. La salma fu poi tumulata nel locale cimitero, nello stesso loculo in cui venne poi sepolta anche la moglie Federica, morta nel 2011.

## Riconoscimenti
Numerose sono le intitolazioni alla sua memoria. Tra queste la caserma del Comando provinciale Carabinieri di Gorizia, la Stazione Carabinieri di Roma Trullo e le sezioni dell'Associazione Nazionale Carabinieri di Monza, Settimo Milanese , Magenta, Ternate e Cuvio.
Un monumento a ricordo del generale Galvaligi, opera dello scultore Ernesto Ornati, fu in seguito collocato per volere di un gruppo di cittadini nella piazza di Brinzio. È composto da due lapidi in granito con sculture in bronzo: nella parte superiore è visibile il ritratto del generale con gli emblemi dell'Arma dei Carabinieri e l'iscrizione: «A Enrico Riziero Galvaligi, generale dei Carabinieri, 1920 - 1980». In quella sottostante è invece visibile una bronzea composizione di pannocchie che si allaccia all'epigrafe: «Dalla terra che amasti».